# Promachus addens
Promachus addens là một loài ruồi trong họ Asilidae. Promachus addens được Walker miêu tả năm 1861.